# Instituto de tecnología de Camboya

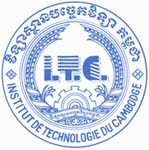
Logotipo del Instituto de tecnología de Camboya

El Instituto de tecnología de Camboya  es una institución de educación superior en Nom Pen.

## Historia
Nació como el instituto superior técnico de la amistad Jemer-soviético en 1964 y hasta 1975 recibió apoyo de la Unión Soviética. Su propósito original al final de la Kampuchea Democrática fue formar técnica y profesionalmente a los jóvenes del jemer rojo.
Luego de establecerse la República Popular de Kampuchea la URSS financia el nuevo instituto ,pero aún hasta 1994 con apoyo de la Unesco se sigue dando clases en ruso.
En 1993, el gobierno de Camboya y el de Francia permitieron que la ex ITSAKS siguiera en la educación superior en Camboya y conservar el nuevo instituto para el desarrollo y construcción.El 10 de septiembre de ese año ambos países ya mencionados dieron como misión a la Agencia universitaria de la Francofonía  renovar el instituto y asegurarlo, acuerdo mantenido hasta 2004 cuando las autoridades locales se apropiaron totalmente del lugar.
Actualmente el ITC cuenta con apoyo de muchas universidades y escuelas internacionales de Francia, Bélgica y países vecinos.

## Componentes
El instituto cuenta con 7 departamentos.
- Ingeniería ETE y Geotecnia
- Ingeniería eléctrica y el poder
- .opción energética
- .Opción Electrónica y Telecomunicaciones automática
- Ingeniería y Comunicación
- Ingeniería Química y de Alimentos
- Ingeniería Civil
- Ingeniería Agrícola
- Industrial e Ingeniería Mecánica

### Cursos
Cuenta con 4 cursos.
- Agro-Industria y Medio Ambiente
- Electrotecnia
- Gestión de los recursos hídricos
- Ingeniería Mecánica y Civil[1]